# Alamagan
Alamagan ist eine Vulkaninsel im Pazifischen Ozean. Sie gehört geographisch zur Inselgruppe der Marianen und politisch zum Commonwealth der Nördlichen Marianen.

## Geografie
Alamagan liegt 30 Kilometer nördlich der Insel Guguan, etwa 60 km südlich der Insel Pagan sowie etwa 250 Kilometer nördlich von Saipan, der Hauptinsel der Nördlichen Marianen. Die leicht elliptisch geformte Insel ist 4,8 Kilometer lang, circa 4 Kilometer breit und weist eine Fläche von 13 km² auf.
Das Klima Alamagans wird vom Nordost-Passat geprägt. Außer im späten Frühling und Frühsommer kommt es häufig zu kräftigen Schauern. Der Jahresniederschlag wird auf 1800 bis 2000 Millimeter geschätzt. Besonders zwischen August und Dezember können Taifune auftreten.
Alamagan ist der Gipfel eines weitgehend unter dem Meer liegenden Stratovulkans, der einen Basisdurchmesser von 15 Kilometer hat. Der Vulkankrater mit einem Durchmesser von 700 bis 900 Metern und einer Tiefe von etwa 370 Metern liegt im östlichen Teil der Insel. Der höchste Punkt der Insel, der Bandeera Peak mit einer Höhe von 744 Metern, befindet sich am Nordwestrand des Kraters. Durch Vulkanausbrüche entstanden drei kleinere Kegel nördlich, nordwestlich und südlich des Hauptkraters. Aus historischer Zeit sind keine Ausbrüche des Vulkans bekannt; mittels Radiokarbondatierung wurden zwei Ausbrüche ungefähr in die Jahre 540 und 870 n. Chr. datiert. Im Hauptkrater sowie an dessen Westhang sind Fumarolen aktiv.
Im Osten der Insel finden sich die steilsten Hänge mit einer Hangneigung von bis zu 45°. Hier kommt es häufig zu umfangreichen Erdrutschen. Insbesondere der Westhang ist von bis zu 60 Meter tiefen Schluchten geprägt, die Folge der kräftigen Schauer sind. Die Insel ist von Steilküsten umgeben, die im Osten über 100 Meter hoch sind.

## Geschichte
Archäologische Funde, unter anderem von Steinsäulen (sogenannte latte stones) und Keramik, verweisen auf eine Besiedlung Alamagans durch Chamorros. Aus europäischer Sicht wurde die Insel 1669 durch den spanischen Missionar Diego Luis de Sanvitores entdeckt. 1695 wurden die Inselbewohner zur Insel Saipan deportiert und von dort drei Jahre später nach Guam.
Zuvor spanische Kolonie, wurde Alamagan als Teil der nördlichen Marianen 1899 an das Deutsche Reich verkauft und gehörte bis 1914 zur Kolonie Deutsch-Neuguinea. In dieser Zeit war die Insel an die Pagan-Gesellschaft verpachtet, einer Gesellschaft, die insbesondere mit Kopra handelte. Als der deutsche Bezirksamtmann Georg Fritz im Mai 1901 Alamagan besuchte, lebten 10 Arbeiter in Hütten im Süden der Insel. Jährlich wurden 50 Tonnen Kopra gewonnen. Ende 1904, im September 1905, im September 1907 sowie im Dezember 1913 zerstörten schwere Taifune die Kokospflanzungen fast vollständig. Nach Schätzungen von 1912 waren auf Alamagan 50 Hektar Kokospflanzungen vorhanden; mangels Kapital konnte die Pagan-Gesellschaft die Pflanzungen jedoch nicht systematisch bewirtschaften.
Zwischen 1919 und 1944 wurde Alamagan von Japan als Teil des Südseemandats verwaltet. Ab 1947 gehörte die Insel zum Treuhandgebiet Pazifische Inseln der Vereinigten Staaten; seit 1978 zum Commonwealth der Nördlichen Marianen. Die Insel blieb bewohnt und wurde weiterhin zur Gewinnung von Kopra genutzt. Es existieren zwei Siedlungen auf Alamagan, Songsong im Süden und Patida Camp im Nordwesten. 1962 war die Bevölkerungszahl soweit gesunken, dass die Grundschule auf Alamagan mangels Schüler geschlossen wurde. Laut Volkszählungsergebnissen lebten 2000 sechs Menschen auf Alamagan, während 2010 die Insel unbewohnt gewesen sein soll. Mehrfach wurden die Bewohner wegen befürchteter Vulkanausbrüche evakuiert. Im Dezember 1998 wurden fünf Menschen mit Hubschraubern evakuiert. Grund waren Berichte über den verstärkten Austritt von Dampf, was später auf meteorologische Ursachen zurückgeführt wurde.
Alamagan ist Heimat des in seinem Bestand gefährdeten Sprosserrohrsängers (Acrocephalus luscinia).